# 帕巴拉·晋美巴丹邓贝贡布
帕巴拉·晋美巴丹邓贝贡布（藏語：འཕགས་པ་ལྷ་འཇིགས་མེད་དཔལ་ལྡན་བསྟན་པའི་མགོན་པོ，威利转写：'phags pa lha 'jigs med dpal ldan bstan pa'i mgon po；1755年—1794年）藏族，四川理塘（今四川省甘孜藏族自治州理塘县）人，第七世（不计追认）帕巴拉活佛。

## 生平

### 坐床
藏历木猪年（1755年）生于四川理塘寺附近的一户当官的人家。1756年，七世达赖格桑嘉措颁布文告，对第七世帕巴拉的转世情况进行安排，文告称：“七世帕巴晋美邓贝加措满5岁时迎请入法座，并受奉天承运文殊皇帝之嘉谕，班禅遍知遍见洛桑益西巴桑布及本人亦与其以深邃佛法相系。”由此可见，第七世帕巴拉活佛的坐床典礼受到了清朝皇帝的重视及批准。

### 年班进贡
至1762年，清廷对帕巴拉活佛朝贡遣使的正使、副使、从人，及返回路费之标准、时间，均已有明确规定。1776年，帕巴拉自拉萨回到昌都后，任强巴林寺第二十三任法台，并整顿该寺寺规。他和清朝驻昌都的汉族官员及途经昌都的清朝驻藏大臣等官员关系很好，比如有记载称，“堪布扎巴主从、钦差代表夷情等恭携皇诏，及其赏赉物大缎十五匹、哈达三十左右、玉器等于北京行抵拉章，总爷和粮务也一同前来。由执事等迎请，圣帕巴拉按旧规设宴并赏赐礼品等，汉藏众主从人员均甚为满意。”“驻藏留（保柱）大臣返抵昌都，进献上等哈达、上等氆氇六匹、绒呢、上等果扎香等，帕巴拉回赐礼品十五种皮类、响铜佛像并大摆素食宴等。”“拉萨留（保柱）驻藏大臣因拟返回北京，遂前来拜见。为其设宴并相谈甚细。嗣后，留驻藏大臣屡次前来拜见时，皆赏以丰盛素食，并赐唐卡、帕巴拉之念珠、圣物吉品、各类兽皮等。驻藏大臣极为虔信帕巴拉，返呈各种物品，并将所赐各类皮货回呈帕巴拉后，言曰: ‘嗣后常赐教言书信至北京，中意之物定当奉呈，祈时常以慈悲之心眷顾。”
1787 年，帕巴拉活佛派卓平措如觉巴主从赴北京拜谒清朝皇帝。此为帕巴拉派遣使臣年班进贡。藏文史书对该年班进贡记载较粗略。汉文档案则记载称：
乾隆五十二年十月二十六日，四川总督保宁奏：
“窃前据察木多（昌都）驻台文武转据帕克巴拉呼图克图、锡巴（瓦）拉呼图克图禀自乾隆四十八年进贡后，本年已届三年，谨办贡物，届期选派大喇嘛赴京恭进等情。经臣饬令照例办理去。后据该呼图克图遣正使堪布朋楚克、副使囊索觉特巴等于七月二十六日，自察木多起程，经各台文武护送前进，由打箭炉进口。当饬建昌道徐长发，护阜和协都司马元德送交成锦道林隽、署守备李永陆弹压稽查。于十月十二日来抵成都，在途行走安静并无逗留需索及遗失物件等事。现据藩司王站柱照例办给骑驮盘费等项。该喇嘛于十月十六日，自成都起程，委令守备贾彬伴送进京。仍饬该道林隽、同提标游击沈锟，送至梓潼交川北道明安，潼绵营游击张思绅接护出境。”
“该来使于十月二十五日入陕西宁羌州境并据潼商道德明禀报，于十一月十五日护送至山西永济县，交晋省委员接护前进。”
“今据该署州陈万吉禀报，堪布洛宗等带有进贡什务于十一月十五日抵山西永济县首站，随同平恒营游击白云汉督率沿途地方官弁兵役接替照料，于十二月初一日护送出山西平定州境，交替直隶委员接护前进，沿途甚为安静。”

“兹具川北道明安禀称，该喇嘛于乾隆五十三年四月十七日入川省广元县境，随会同川北镇标游击王威宁、潼绵营游击张思绅、提标游击沈锟，于二十九日送至邛州，交建昌道接护前来等情。又据建昌道徐长发禀报，护送该喇嘛于五月初七日，已行抵打箭炉，交阜和协委员护送出口。”
由该奏折看，帕克巴拉（藏文“帕巴拉”的另一种汉文音译）呼图克图每逢年班朝贡，要经当地驻扎文武官员禀告四川总督，四川总督上奏清朝皇帝。自该奏折也可见，帕巴拉年班朝贡、途中迎送及待遇均有明确规定，并形成了定制。

### 为乾隆帝祝寿
1788年，廓尔喀军队侵入后藏。清朝朝廷随即派兵500人赴西藏，同西藏军民共同反击。第七世帕巴拉为清军积极支应乌拉，获清廷褒奖。
1790年，第七世帕巴拉特别为乾隆帝八十大寿而在强巴林寺内新建了殿堂，还派人赴北京向乾隆帝进贡，并请求乾隆帝为新建的殿堂赐名。进贡物品有“上等哈达、响铜佛像九尊、重二十两的银质曼扎、藏香一百把、各种氆氇二十匹”。乾隆帝回赏的物品有“特复赐诏书并赏赉有上等哈达七条、上等经忏哈达七条、重三十两的银质茶桶、各种上等缎九匹、各种小缎三匹，以及上等汉地香三把、红檀香木玻璃龛内藏长寿玉质佛像一尊、八佛唐卡、高两层的菩提塔唐卡、玉如意、汉式荷包三对、绸缎十三匹”。
张其勤所著《清代藏事辑要》载，乾隆五十六年（1791年），乾隆帝下谕：
乾隆五十六年二月己未，谕：据保泰等奏：“察木多帕克巴拉呼图克图，因朕八旬万寿庆典，修立庙宇一所，请赏庙名。并将从前赏给前辈帕克巴拉呼图克图之铜印换银印，以示区别”等语。帕克巴拉呼图克图释典甚好。近年以来，往返备用乌拉，均属妥速，并无贻误，著加恩将前赏之铜印更换银印。新修之庙，书赐“祝釐寺”庙名。
但实际考察这枚1791年颁发的银印，款识实为“额尔德尼诺门罕”，而并非文献记载的“呼图克图”职衔。
藏文史书记载，乾隆帝不仅赐礼品，还派人赴昌都，亲自传达了对帕巴拉的关心及垂爱。第七世帕巴拉为此举办欢迎仪式，设宴款待钦差使者，并择吉日，以隆重的礼节将乾隆帝御书的“祝釐寺”匾额挂到了强巴林寺拉章大乘法官大厅“司松朗杰”的大门的上方，并且作诗感谢乾隆帝：
文殊幻化所降主钦布，以指度化众生奇妙者，书赐胜于各方之庙名，曰为祝釐寺之圣匾文，诏书赏赉什物亦恩赐。
1792年，第七世帕巴拉派赴北京进贡的堪布扎巴向乾隆帝祝寿进贡后，带回了乾隆帝“为帕巴拉赐诏书、银印、良绸大緞五十等物”，帕巴拉“依旧为钦差代表和汉地堪布扎巴嘉措奉领前来的诏书、银印等远近迎迓、为藏汉人员设宴等”。

### 迎送清朝官员
1793年，击败廓尔喀入侵后，得胜的清朝“著名英雄海贡于拉萨拟往北京途经（昌都）古如地方”，帕巴拉专程前往迎接，在谈及驱逐廓尔喀军队时称，“藏汉过往者虽然繁多，然昌都人为驿站等各方面提供条件极为得力。”
1793年藏历二月十七日，驱逐了廓尔喀入侵军队的汉官中堂自西藏回北京途中到达昌都，帕巴拉及随从前往迎接，双方互相敬献哈达。汉官中堂说：“尔乃佛法之主，却亲自远行前来迎迓，尔之侍者已将所需各物备拟齐全，吾甚为喜悦。”“翌日中午中堂亦莅临，并于拉章大乘宫与圣帕巴拉复聚，赐上等哈达、内装米底杂纳佛泥印像之银箧一。设盛宴并相互交谈时长。圣帕巴拉赐其唐卡、皮类、二十匹骡等物。中堂回呈三百两银、上等黄氆氇八、黄呢绒八匹和若干汉地奇物。中堂主从于玛塘起程时，圣帕巴拉师徒复送行至野达设灶郊迎地，两人于该地互献上等哈达告别。”
在同廓尔喀军队的战争中，清廷派军队进入西藏，其中四川总督孙士毅负责筹备粮饷，并将粮饷从四川运往昌都。1792年，孙士毅自打箭炉赴西藏督运粮食途经昌都，和帕巴拉见面，二人一见如故。孙士毅在《酬昌都呼图克图并序》诗中称：
昌都呼图克土民称为帕帕佛，覃研经旨数十年不下山，贵客往谒不报也，闻予之西藏，设伊蒲馔于四十里外和南送别，异之而作此诗。
远公不出山，终岁同鸡棲，偶因送渊明，不觉过虎溪。

帕翁将毋同，紫衲迎霜蹄，捉臂遉尔笑，癯面俨冻梨。

为余设短榻，为余捣香齑，向余前致词，努力西招西。

远人慑皇威，行将息征鼙，归来听粥鼓，寺门手重携。

言已洒然别，元旨深端倪，回视白云合，依旧禅关迷。

我心感且悟，如登初桄梯，三生石上缘，此理或可稽。

藏历木虎年（1794年），益西晋美巴丹邓巴贡布圆寂，享年40岁。